# Eutingen im Gäu
Eutingen im Gäu ist die östlichste Gemeinde des Landkreises Freudenstadt in Baden-Württemberg. Sie gehört zur Region Nordschwarzwald, zu Randzone der europäischen Metropolregion Stuttgart und liegt rund 45 Kilometer südwestlich von Stuttgart sowie etwa 25 Kilometer östlich von Freudenstadt.
Die Gemeinde ist Teil einer vereinbarten Verwaltungsgemeinschaft mit der Großen Kreisstadt Horb am Neckar.

## Geographie

### Geographische Lage
Das Gemeindegebiet von Eutingen liegt überwiegend auf der Gäuhochebene des Korngäus unmittelbar nördlich des oberen Neckartals. Der namengebende Ort liegt etwa zweieinhalb Kilometer nördlich des Neckars im Mittel auf 450 m ü. NHN am langgestreckten rechten Hang des Eutinger Talbachs. Dieser entspringt auf der Hochfläche und bildet im Bereich der Gemeinde Eutingen eine flache Mulde aus. Auf Gemeindegebiet werden Höhen bis 591 m ü. NHN erreicht. Der höchste Punkt liegt an der Westspitze des Gemeindegebietes im Waldgebiet Withau, während der tiefste Punkt des Gemeindegebietes im Südosten auf etwa 368 m ü. NHN im Trogtal des Neckars liegt. Westlich des Bahnhofs Eyach mündet die Eyach auf Eutinger Gemarkung in den Neckar.
Das Gemeindegebiet entwässert überwiegend nach Süden zum Neckar, zum großen Teil über den Talbach, zum geringeren Teil über zwei kleine Klingenbäche. Gemarkungsteile im Norden und Osten liegen im Einzugsgebiet des Seltenbachs.

### Gemeindegliederung

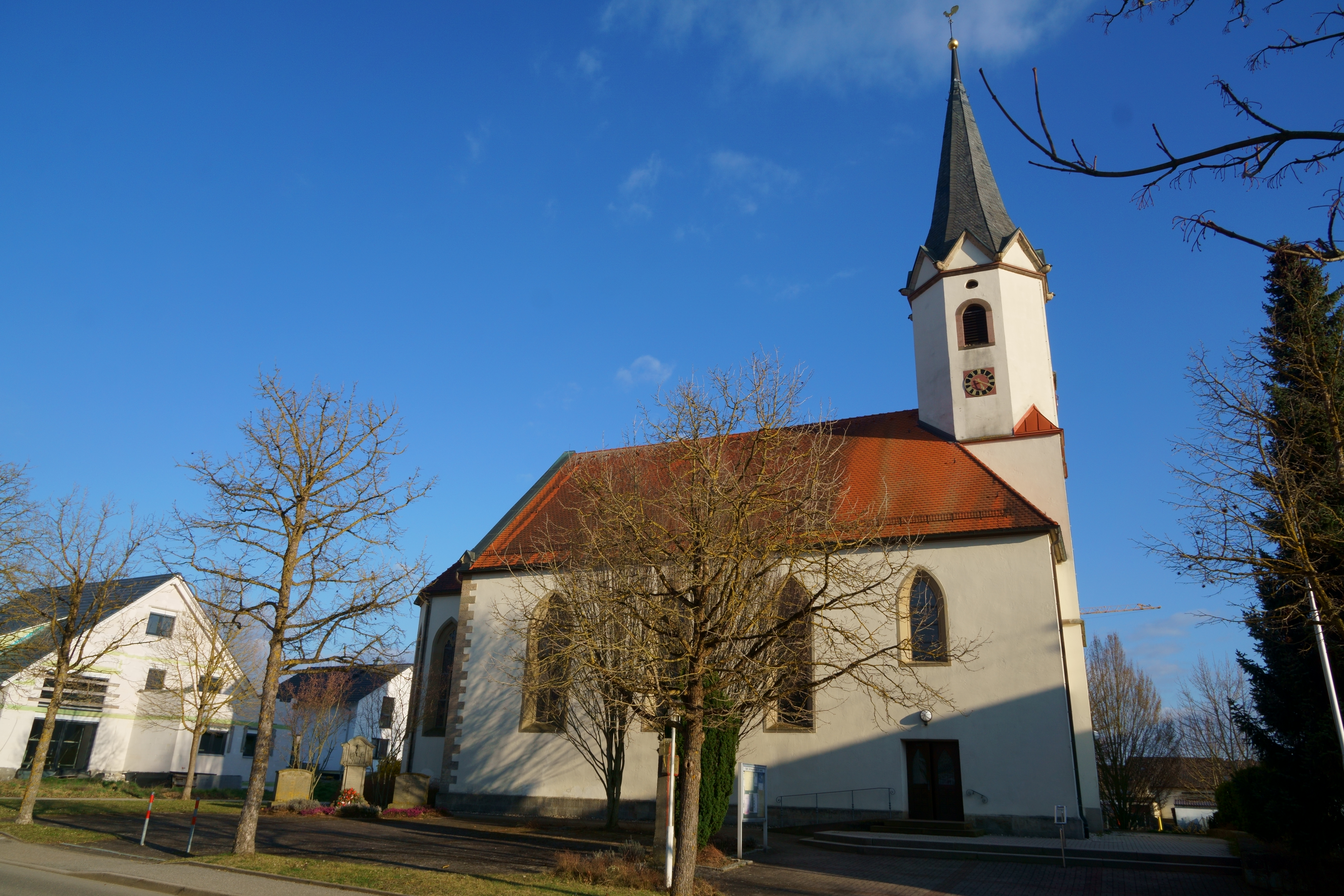
St. Georg in Rohrdorf

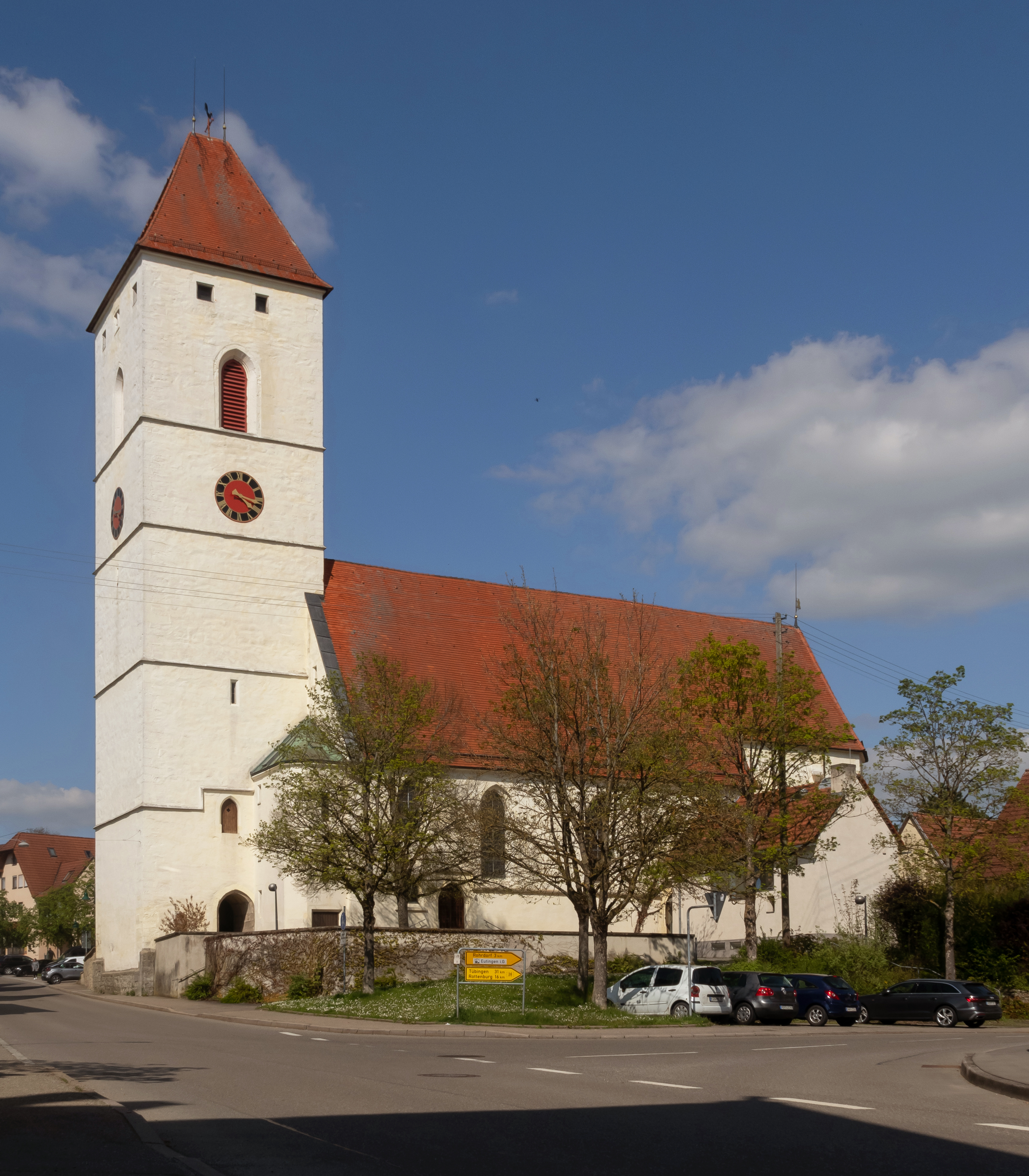
St. Stephanus in Eutingen im Gäu

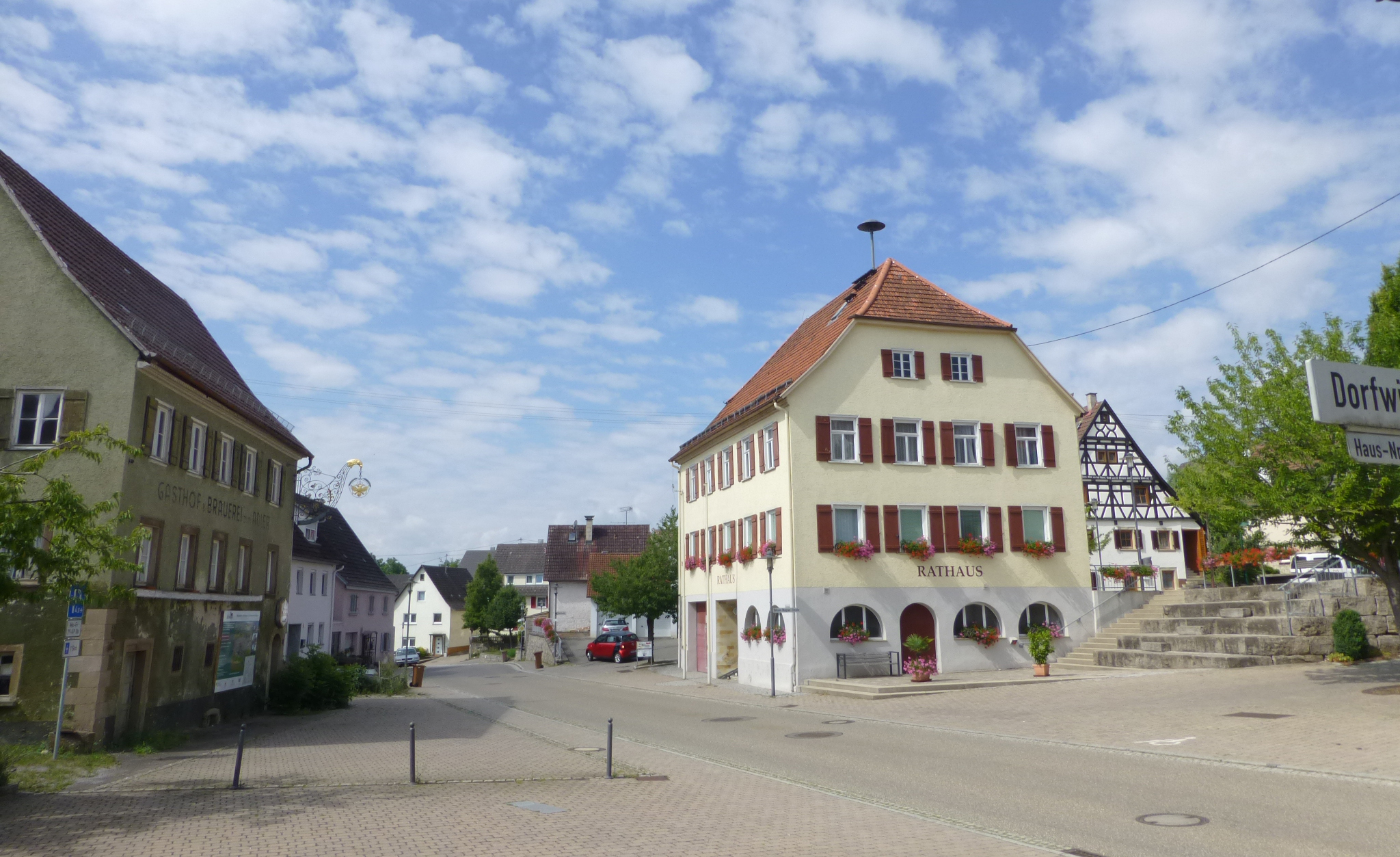
Weitingen Rathaus

Die Gemeinde Eutingen im Gäu besteht aus den vier Ortsteilen Eutingen, Göttelfingen, Rohrdorf und Weitingen. Sie sind räumlich identisch mit den früheren, bis zur Gemeindereform 1973 selbständigen Gemeinden gleichen Namens. In der Gemeinde Eutingen im Gäu gilt die Unechte Teilortswahl, die Ortsteile bilden dementsprechend zugleich Wohnbezirke im Sinne der baden-württembergischen Gemeindeordnung. Mit Ausnahme des Ortsteils Eutingen sind die Ortsteile zugleich Ortschaften, das heißt, sie haben jeweils einen von der wahlberechtigten Bevölkerung gewählten Ortschaftsrat mit einem Ortsvorsteher. In den Ortschaften sind sogenannte „Ortschaftsverwaltungen“ mit den Aufgaben einer Geschäftsstelle des Bürgermeisteramts eingerichtet.
Zum Ortsteil Eutingen gehören das Dorf Eutingen, das Gehöft Oberer Eutinger Talhof und die Häuser Alter Bahnhof, Bahnhof Hochdorf und Ziegelhütte. Der Ortsteil Göttelfingen umfasst das Dorf Göttelfingen. Zum Ortsteil Eutingen-Rohrdorf gehören das Dorf Rohrdorf und der Ort Bahnhof Eutingen. Der Ortsteil Weitingen wird aus dem Dorf Weitingen sowie den Häusern Eyach und Weitinger Mühle gebildet.

### Nachbargemeinden
Eutingen grenzt im Südwesten an die Stadt Horb am Neckar, die ebenfalls im Kreis Freudenstadt liegt. Im Nordwesten verläuft die Gemeindegrenze zur Stadt Nagold im Landkreis Calw, im Nordosten zur Stadt Rottenburg am Neckar und im Südosten zur Gemeinde Starzach, beide im Landkreis Tübingen.

### Historische Bauwerke
Im Ortsteil Eutingen liegt die Ruine der Burg Eutingertal und im Ortsteil Weitingen befindet sich die Ruine der Burg Urnburg. Im Ortsteil Göttelfingen befindet sich der Josefshof; ein zur Wohnanlage umgenutzter Einfirsthof aus dem 19. Jahrhundert.

### Schutzgebiete
Ungefähr zwei Kilometer südwestlich von Rohrdorf liegt das Naturschutzgebiet Wertwiesen. Die Landschaftsschutzgebiete Hochdorfer Tal und Eutinger Tal liegen westlich von Eutingen, das Landschaftsschutzgebiet Rohrdorfer Täle liegt südlich von Rohrdorf.
Außerdem liegen auf dem Stadtgebiet mehrere Teilgebiete des FFH-Gebiets Freudenstädter Heckengäu sowie jeweils ein Teilgebiet der FFH-Gebiete Horber Neckarhänge und Neckar und Seitentäler bei Rottenburg.

## Geschichte

### Überblick
Herrschaftsrechte über Eutingen übten im Mittelalter die Pfalzgrafen von Tübingen und dann die Grafen von Hohenberg aus. Von 1381 bis 1805 war Eutingen ein Teil Vorderösterreichs im Besitz der Habsburger. Die Kirche St. Stephanus wurde 1494 errichtet.
1685 brannte der Ort zu großen Teilen ab.
Durch die Mediatisierung während der Zeit Napoleons gerieten Eutingen und das Gäu 1805 an Württemberg. Gemäß der neuen Verwaltungsgliederung im 1806 errichteten Königreich Württemberg wurde Eutingen dem Oberamt Horb zugeordnet.
1874 erhielt Eutingen Anschluss an das Streckennetz der Königlich Württembergischen Staats-Eisenbahnen.
Eutingen und die eingemeindeten Ortsteile gehörten seit 1938 durch die Kreisreform während der NS-Zeit in Württemberg zum Landkreis Horb. 1945 wurde Eutingen Teil der Französischen Besatzungszone und kam somit zum neu gegründeten Land Württemberg-Hohenzollern, welches 1952 im Land Baden-Württemberg aufging.
1973 erfolgte die Kreisreform in Baden-Württemberg, bei der Eutingen dem Landkreis Freudenstadt zufiel. Den Namenszusatz im Gäu trägt die Gemeinde seit dem 19. November 1971.

### Eingemeindungen

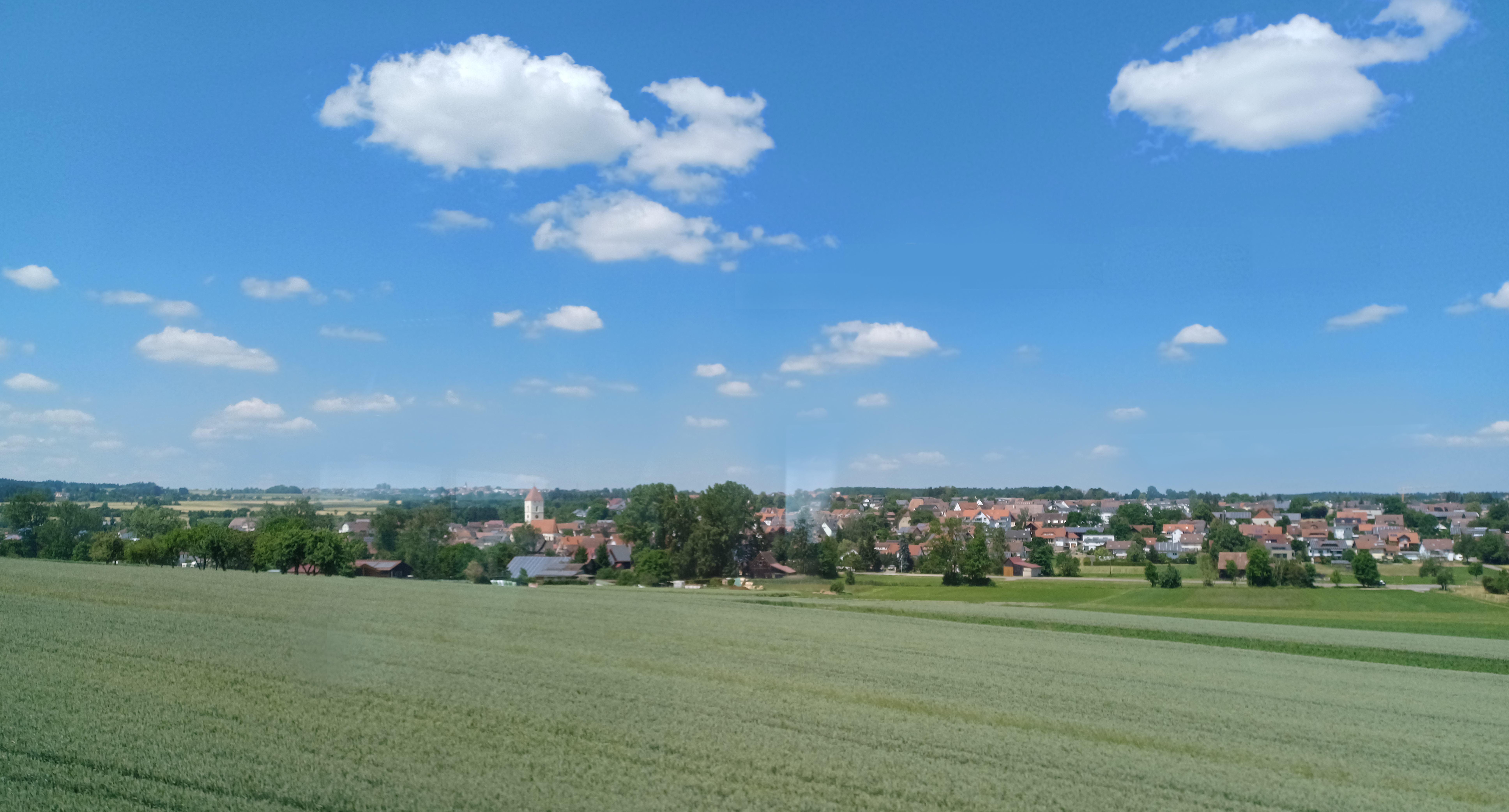
Panorama von Eutingen

Am 1. Juli 1971 wurden Göttelfingen und Rohrdorf nach Eutingen eingemeindet. Am 1. Januar 1975 vereinigten sich Eutingen im Gäu und Weitingen zur neuen Gemeinde Eutingen im Gäu.

### Einwohnerentwicklung
- 1961: 1177 Einwohner, in den Grenzen von 1975: 2926
- 1970: 1245 Einwohner, in den Grenzen von 1975: 3225
- 1975: 3413 Einwohner
- 1991: 4466 Einwohner
- 1995: 4868 Einwohner
- 2000: 5288 Einwohner
- 2005: 5485 Einwohner
- 2010: 5441 Einwohner
- 2015: 5568 Einwohner
- 2020: 5881 Einwohner

## Politik

### Gemeinderat
Der Gemeinderat in Eutingen hat 14 Mitglieder. Er besteht aus den gewählten ehrenamtlichen Gemeinderäten und dem Bürgermeister als Vorsitzendem. Der Bürgermeister ist im Gemeinderat stimmberechtigt. Die Kommunalwahl am 9. Juni 2024 führte zu folgendem Ergebnis. Die Wahlbeteiligung lag bei 65,8 %.
| Partei              | Wähleranteil in Prozent | Anzahl Sitze | Wähleranteil 2019 | Veränderung ggü. 2019 |
| ------------------- | ----------------------- | ------------ | ----------------- | --------------------- |
| CDU                 | 55,82 %                 | 8 Sitze      | 60,4 %            | −1                    |
| Bürger im Gäu (BiG) | 44,18 %                 | 6 Sitze      | 0,0 %             | +6                    |
| Freie Wähler        | 0,0 %                   | 0 Sitze      | 39,6 %            | −6                    |

### Bürgermeister
Bürgermeister ist seit Mai 2023 Markus Tideman (SPD). Er wurde am 12. März 2023 mit 87,7 Prozent der Stimmen gewählt. Er folgte Armin Jöchle nach, der von 1991 bis 2023 amtierte.

### Wappen
| Wappen der Gemeinde Eutingen im Gäu | Blasonierung: „In geteiltem Schild oben in Silber (Weiß) ein dreiblättriger grüner Zweig, unten in Rot ein schwebender, nackter silberner (weißer) Rechtarm.“ |
| Wappen der Gemeinde Eutingen im Gäu | Wappenbegründung: Das Wappen der 1971/75 durch den Zusammenschluss von vier Orten gebildeten Gemeinde wurde aus den Wappen der Grafschaft Hohenberg (von Silber und Rot geteilt), der Schütz von Eutingertal (in von Rot und Silber geteiltem Schild ein dreiblättriger grüner Lindenzweig) und der Herren von Weitingen (in von Rot und Silber geteiltem Schild oben ein silberner Rechtarm) kombiniert und versinnbildlicht die historischen Herrschafts- und Besitzverhältnisse: Drei der Ortsteile gehörten bis 1805 zur österreichischen Grafschaft Hohenberg. Die Schütz waren im 15. Jahrhundert Herren der Burg Eutingertal. Die Herren von Weitingen mit Stammsitz auf der Urnburg bei Weitingen übten im 14. Jahrhundert die Ortsherrschaft über Göttelfingen aus. Das Wappen wurde der Gemeinde Eutingen – gemeinsam mit der Flagge – vom Landratsamt Freudenstadt am 27. September 1976 verliehen. |

Wappen der ehemals eigenständigen Gemeinden und heutigen Ortsteile

Eutingen
Rohrdorf
Weitingen

## Wirtschaft und Infrastruktur

### Verkehr

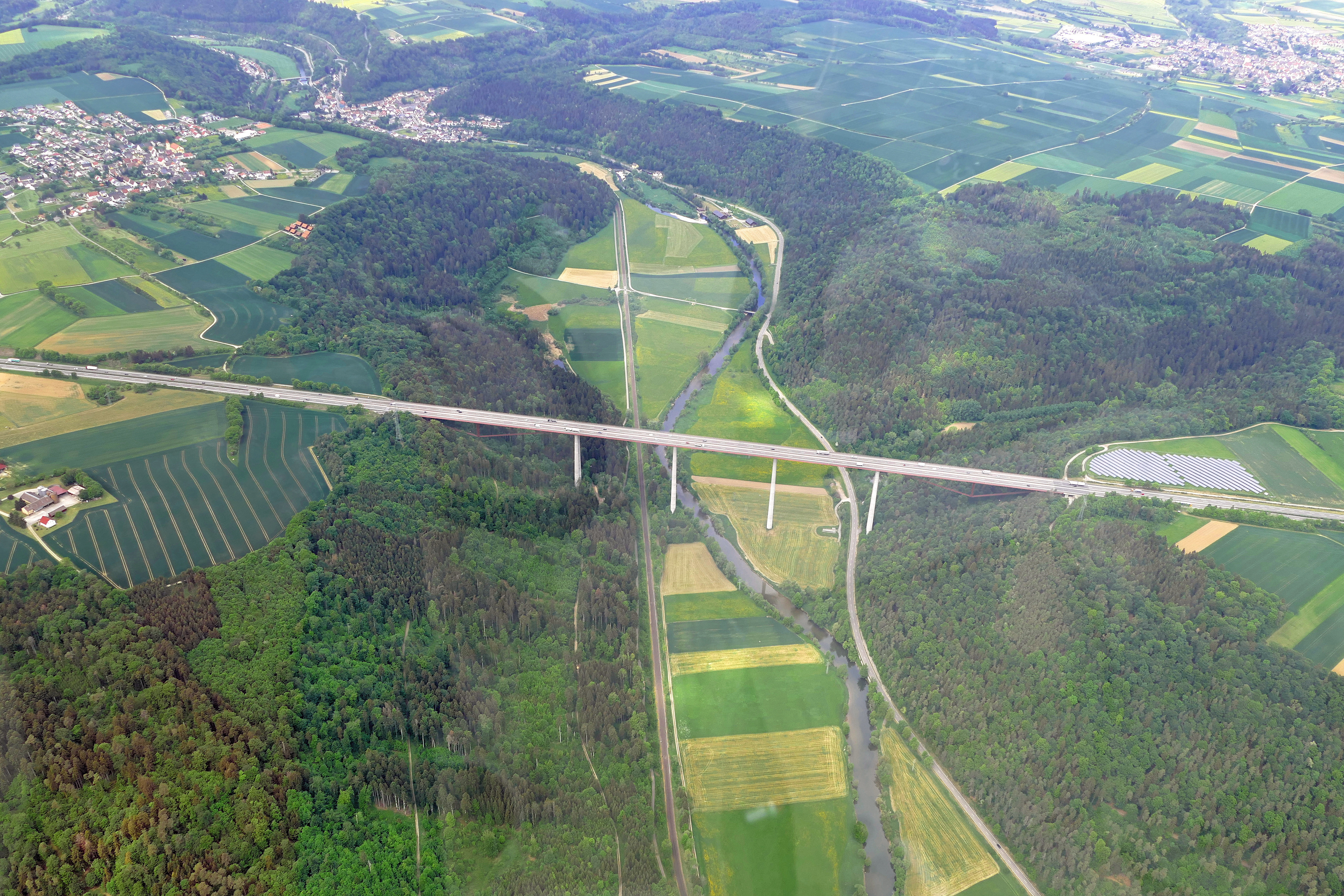
Luftbild der Neckartalbrücke Weitingen in Ost-West-Richtung

#### Fernstraßen
Die ehemalige Bundesstraße 14 (seit 2018 Bundesstraße 28) führt mitten durch Eutingen und trennt den Ort in zwei Teile. Seit Jahren wird versucht, eine Lösung zu finden, um den Ort von den täglich rund 12.000 bis 15.000 Fahrzeugen zu entlasten, bisher ist jedoch noch kein Ergebnis in Sicht. Die so genannte Gäutrasse (ein Teilabschnitt der Bundesstraße 28a zwischen Freudenstadt und Ergenzingen) – also die Ortsumgehungen von Bildechingen und Eutingen i. Gäu – wurde bei der Fortschreibung des Bundesverkehrswegeplanes 2003/4 ersatzlos gestrichen. An dem Ortsteil Weitingen führt die Bundesautobahn 81 vorbei, die südwestlich des Ortes den Neckar mit der Neckartalbrücke Weitingen überquert.

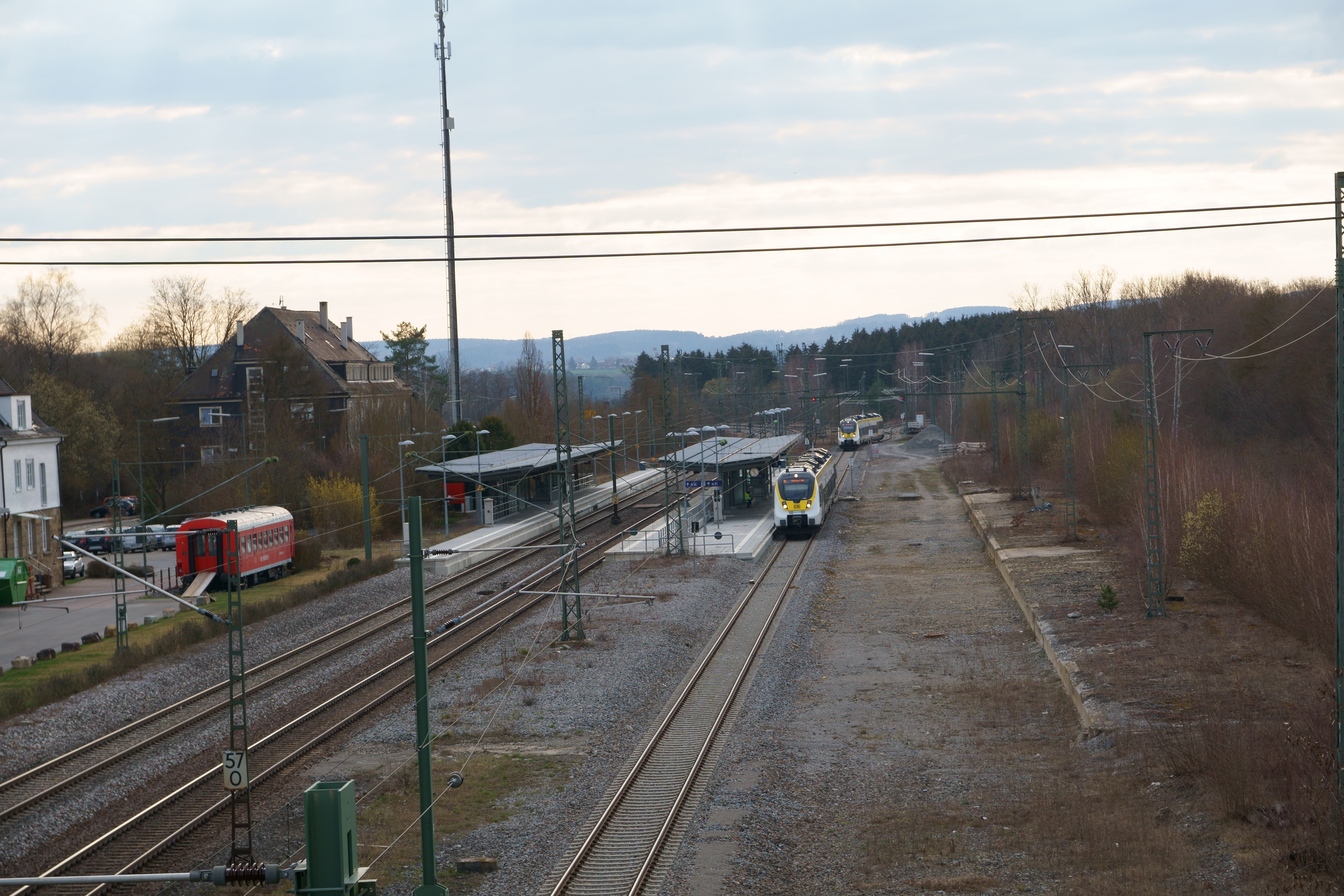
Bahnhof Eutingen im Gäu
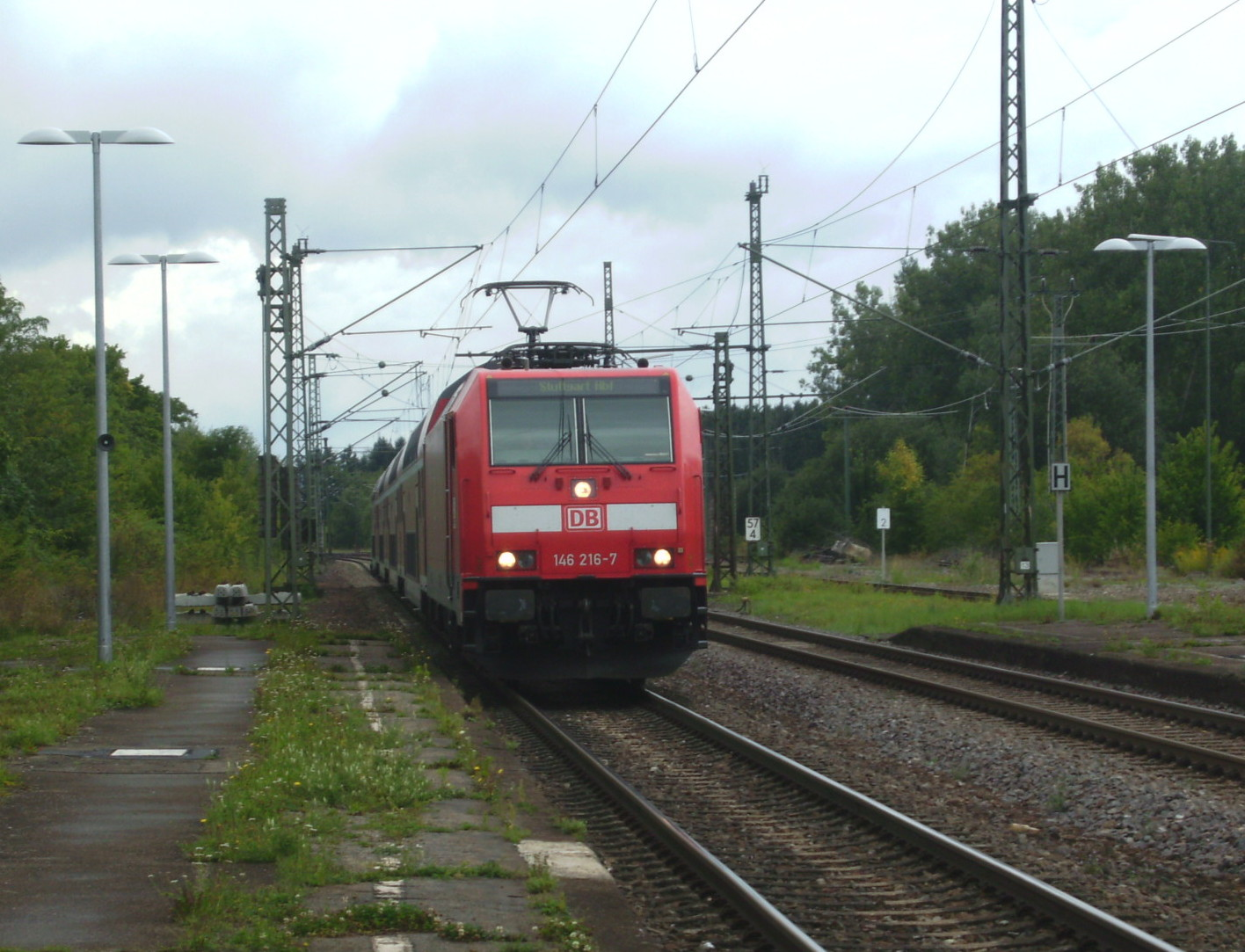
Regional-Express nach Stuttgart im Bahnhof Eutingen
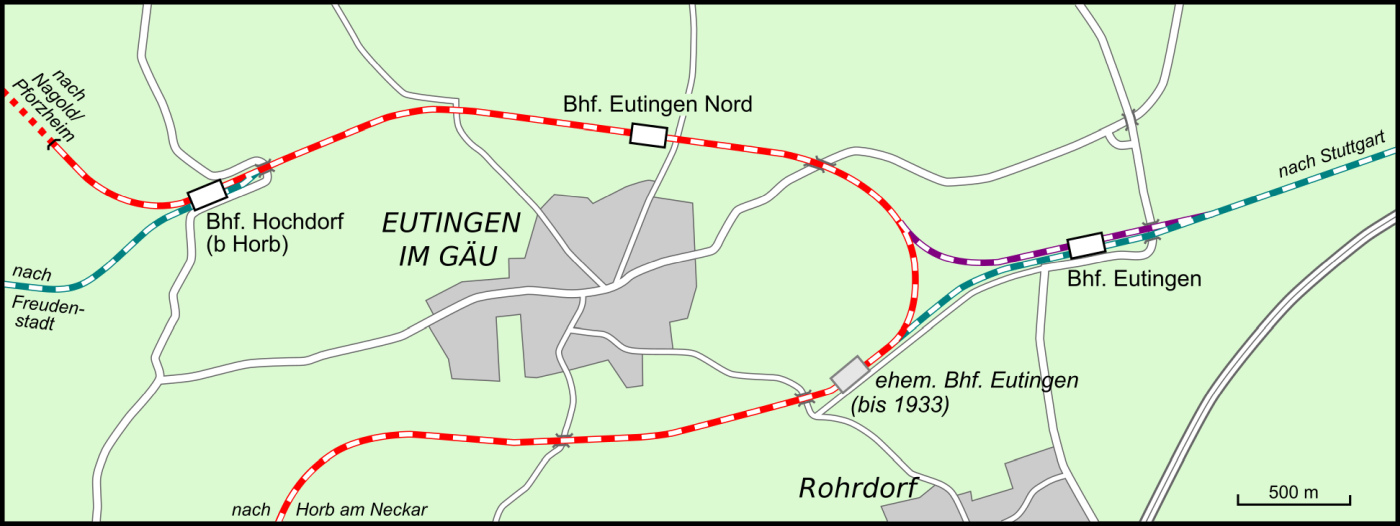
Bahnlinien um Eutingen
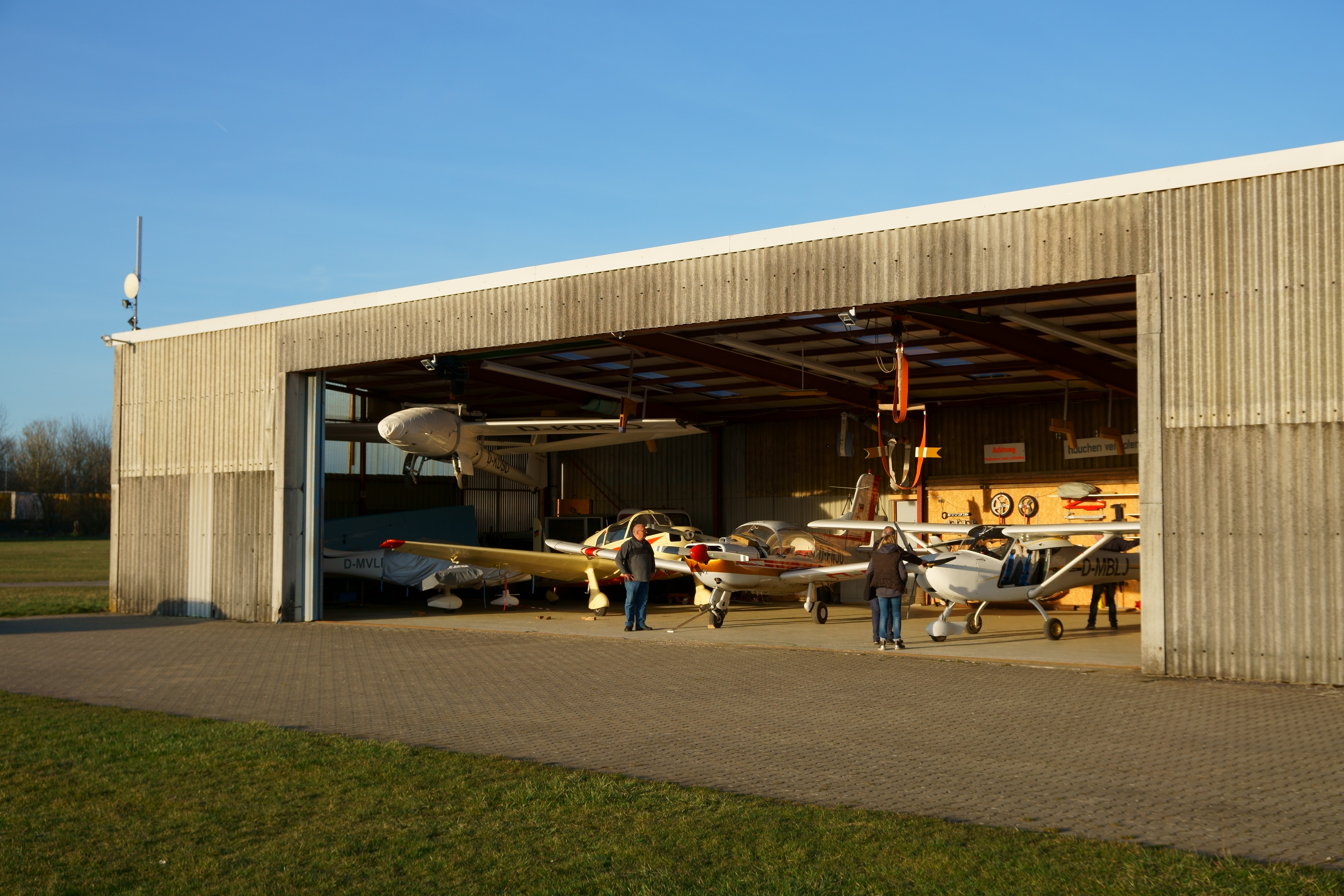
Flugplatz Eutingen im Gäu

#### Bahnverkehr
Der Bahnhof Eutingen im Gäu liegt auf der Hochfläche östlich des Hauptortes an der Gäubahn und ist Ausgangspunkt der Bahnstrecke Eutingen im Gäu–Schiltach und Standort eines Unterwerks. Die Gemeinde ist umsteigefrei im Stundentakt an den Regionalverkehr in Richtung Freudenstadt, im Zweistundentakt an den Regionalverkehr nach Stuttgart und Rottweil angebunden. Stuttgart ist mit Umsteigen stündlich erreichbar. Seit dem Winter 2019 existiert zudem der Haltepunkt Eutingen Nord, welcher näher am Ortskern von Eutingen an der Bahnstrecke nach Freudenstadt (bahnamtlich: nach Schiltach) liegt.
Westlich des Dorfes Eutingen liegt zudem der Abzweigbahnhof Hochdorf (b Horb), von dem stündlich Züge in Richtung Freudenstadt und Eutingen und meist stündlich in Richtung Pforzheim und Tübingen fahren. Die alle zwei Stunden verkehrende Direktverbindung Freudenstadt–Stuttgart fährt den Bahnhof Hochdorf ebenso an wie die Karlsruher Stadtbahn S8, sodass sich zweistündlich eine umsteigefreie Verbindung nach Stuttgart ergibt. In den Stunden dazwischen erfolgt in Bondorf der Umstieg auf die IC-Linie 87 Singen–Stuttgart, die zum Nahverkehrstarif nutzbar ist.
Es bestehen zusätzlich zu diesem Grundtakt Verstärker-Verbindungen.

Südlich der Gemarkungsgrenze der Gemeinde liegt auf dem Gebiet der Gemeinde Starzach im Flusstal der Bahnhof Eyach an der Oberen Neckarbahn, wo von dieser die Bahnstrecke Eyach–Hechingen ins Eyachtal abzweigt. Die Bahnverbindung wurde 1973 für den fahrplanmäßigen Personenverkehr aufgegeben und diente bis 2009 überwiegend dem Güterverkehr. Seit 2009 fährt an Wochenenden im Sommer mit dem Eyachtäler wieder ein Personenzug der Hohenzollerischen Landesbahn (HzL) über die Strecke Eyach–Haigerloch–Hechingen. Dabei handelt es sich um Touristikzüge aus Triebwagen.

#### Radverkehr
Durch Alltagsrouten aus dem Radnetz Baden-Württemberg ist Eutingen über Ergenzingen und Bondorf mit Herrenberg und in der anderen Richtung mit Horb verbunden, wobei in dessen Stadtteil Bildechingen ein Abzweig Richtung Freudenstadt besteht.

#### Flugplatz
Der im Osten gelegene Flugplatz Eutingen im Gäu dient hauptsächlich dem Luftsport.

### Bildungseinrichtungen
Eutingen verfügt über eine Grundschule, die eine Grundschulaußenstelle im Ortsteil Weitingen hat. In der Gesamtgemeinde gibt es außerdem drei gemeindliche und zwei römisch-katholische Kindergärten, wobei ein Gemeinde- und ein kirchlicher Kindergarten im Hauptort Eutingen selbst liegt.

### Paketzentrum

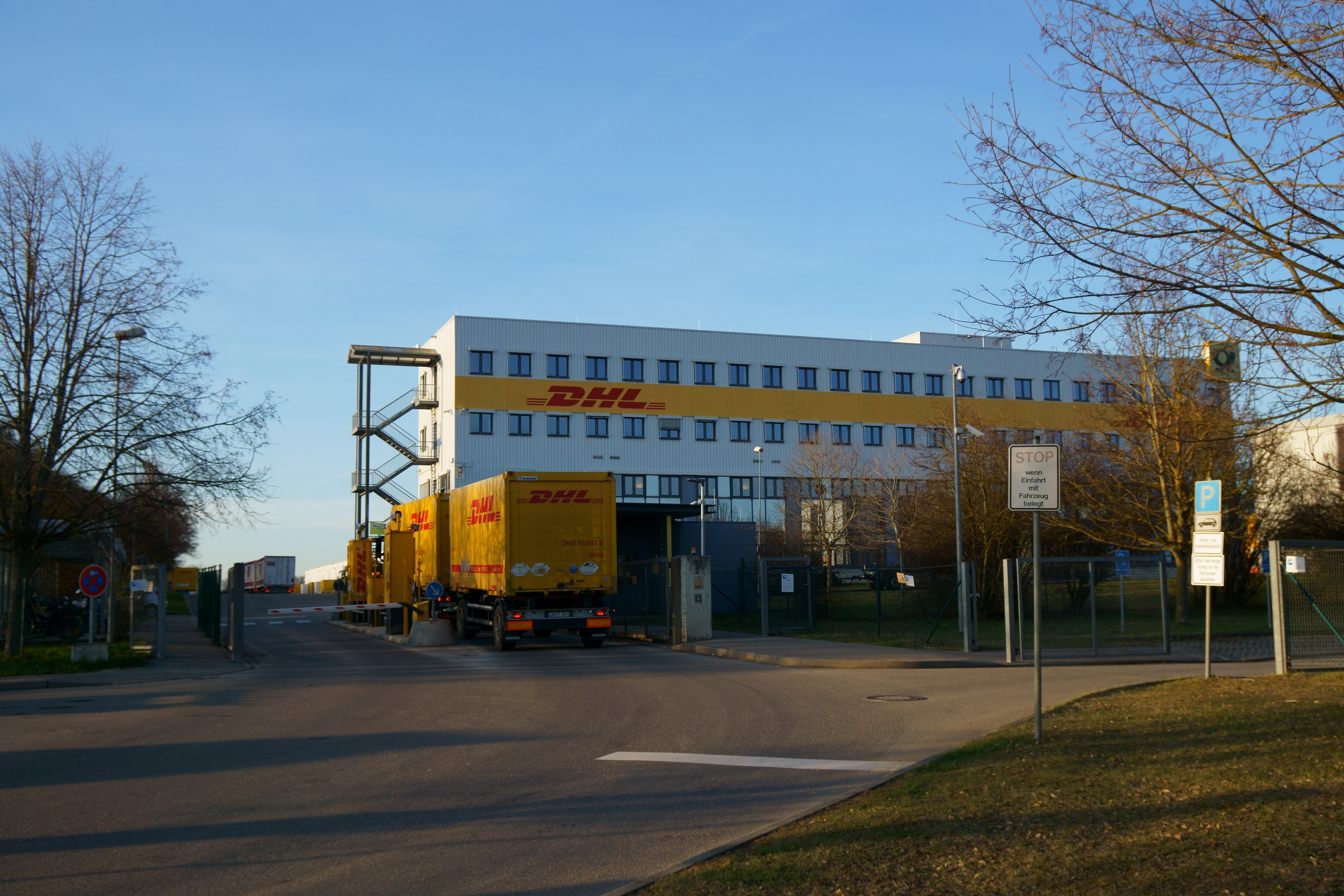
DHL Logistikzentrum Eutingen

Eutingen ist Standort eines von 33 Paketzentren der Deutschen Post AG. Zusammen mit dem Paketzentrum Köngen bedient es die Metropolregion Stuttgart.

## Söhne und Töchter der Gemeinde
- Peter Schweizer (1865–1952), Landwirt, Landtagsabgeordneter von 1924 bis 1932 aus dem Ortsteil Rohrdorf
- Adrian Schweizer (1867–1938), Landwirt, Landtagsabgeordneter von 1912 bis 1920 aus dem Ortsteil Rohrdorf
- Olaf Saile (1901–1952), Schriftsteller, geboren in Weitingen